# خربوشة
خربوشة أو حادة الزيدية أو حويدة الغياثية أو لكريدة أو زروالة (ولدت وتوفيت في القرن 19 بمنطقة عبدة - أمكنة وتواريخ الولادة والوفاة غير محددة)، شاعرة ومغنية شعبية مغربية من عبدة ارتبط إسمها بانتفاضة أولاد زيد ضد القايد عيسى بن عمر العبدي.

## حياتها
خلدت الذاكرة الشعبية خربوشة كأحد رموز الصمود، دفاعا عن قومها (أولاد زيد)، عبر الأشعار التي نظمتها ضد عيسى بن عمر العبدي وأشعارها التحفيزية لقومها خلال انتفاضتهم وحروبهم ضد القايد المخزني في الانتفاضة التي عرفت بعام الرفسة. خلفت الشيخة خربوشة رصيدا من الأشعار يشكل حتى اليوم رافدا هاما لتراث «العيطة» بمختلف ألوانه.
نظرا لاعتماد المصادر التاريخية أساسا على الروايات الشفهية المرتبطة بالشخصية، هناك تضارب وقصص مختلفة حول مصيرها بعد وأد انتفاضة أولاد زيد وطريقة وفاتها.

من أشهر قصائد العيطة المنسوبة إليها والتي كانت رمزا للمقاومة:
خربوشة مشي قصارة وركزة
خربوشة نخوة وعزة
تشفي الجراح وقت الحزة
فينك آعويسى، وفين الشان والمرشان
تعديتي وخصرتي الخواطر
وظنيتي القيادة على الدوام
فوقتك الجيد ما بقالو شان
والرعواني زيدتيه لقدام
سير آعيسى ولد عمر، آوكال الجيفة
ويا قتال خوتو ومحلل الحرام
عمّر الظالم ما يروح سالم
وعمّر العلفة ما تزيد بلا علام
ورا حلفت الجمعة مع التلات يا عويسى فيك لا بقات
أنا عبدة لعبدة وعيسى لا
نوضة نوضة حتى لبوقشور
نوضة نوضة حتى لدار السي قدّور
زيدو آولاد زيد راه الحال ما زال بعيد
آسعدية طلبي بوك عليا
إذا وتيت سامح ليا
واخا قتلني، واخا خلاني
ما ندوز بلادي راني زيدية
على كلمة خرجت البلاد وخرجت الحكام
لاسلامة ليك آ الأيام، أيام القهرة والظلام
فينك آعويسى، وفين الشان والمرشان
حرقتي الغلة، وسبيتي الكسيبة
و سقتي النسا كيف الأنعام
ويتمتي الصبيان بالعرام
بغيت السيبة ما بغيت حكام
سرجت للحق قلامي، وسرت فطريق مضلامة
مونسة بنور العالي، نجهر بكلامي وفعالي
كلمة فوق كلمة يتغير حالك وحالي
خربوشة مشي قصارة وركزة
خربوشة نخوة وعزة

تشفي الجراح وقت الحزة